# Récital 1958 au Théâtre de L'Étoile
Albums de Yves Montand
Dix chansons pour l'été Dansez avec Yves Montand
Récital 1958 au Théâtre de L'Étoile est un double-album d'Yves Montand publié en 1958 par les disques Philips en "Haute fidélité monorale". Yves Montand est accompagné dans son tour de chant, par le pianiste compositeur-arrangeur Bob Castella et son orchestre. L'indexation détaillée des titres des albums est suivi ici d'un historique de publication des titres en petit format (EP 45) et grand format (LP 33 / CD).
Il est sorti également une version stéréo de ce double disque (toujours chez Philips) mais ce ne sont étonnamment pas les même interprétations (un peu plus tardives?). 

## Édition originale de 1959

### Style de l'album
- Music-hall, chanson française, poèmes mis en musique, swing, jazz.
- Récital

### Informations générales des 2 LP originaux
Les disques sont composés respectivement de 12 et 13 titres. Il n'est pas précisé, si, pour des raisons d'impératifs de publication, de minutage et de pressage discographique, l'ordre du tour de chant a été modifié. D'autre part, celui-ci n'a pas été reproduit dans son intégralité (25 titres interprétés), il manque le titre Les Mirettes publié initialement sur le Micro-Récital N°5.
- Récital 58 - n°1 ∫ LP 33 Disques Philips / Philips – 77.321 L.
- Récital 58 - n°2 ∫ LP 33 Disques Philips / Philips – 77.322 L.

Il existe également un coffret en tirage limité et numéroté sous forme de boîtage carton à couvercle rabatable dont le fond est troué circulairement de la taille approximative d'un doigt afin de permettre l'extraction des disques.
- Récital 58 (coffret 2 LP) ∫ LP 33 Disques Philips / Philips – L2L 0050.

À noter que le coffret est imprimé à l'intérieur et présente côté couvercle un descriptif des deux albums. Cette présentation contient des erreurs dans la liste des titres de l'album n°1 : interversion de 2 titres "Le Chat De La Voisine" donné comme "A4", et "Soleil D'Acier" donné comme "A5", "Luna Park" donné comme "A6" et "Sir Godfrey" donné comme "B2".
Le fond du boîtage présente une impression en mosaïques de récentes publications du catalogue Barclay.
Il existe deux numérotations de ce coffret
• L'une en chiffres arabes suivi d'une lettre donnant simplement un numéro de série non fractionné sur le tirage total du coffret en série, de type 549 C.
• L'autre en chiffres romains fractionné du tirage total du coffret réservé hors collection XD, soit 490 et de type DCCLX / XD.

### Données d'enregistrements
Le LP N°1 du Récital 58 est d'une durée d'enregistrement de 45:15, répartie comme suit :
- Face "A" - 20:27 (6 titres enregistrés en public)
- Face "B" - 24:48 (7 titres enregistrés en public)

Le LP N°2 du Récital 58 est d'une durée d'enregistrement de 45:01, répartie comme suit :
- Face "C" - 24:49 (7 titres enregistrés en public)
- Face "D" - 20:12 (5 titres enregistrés en public)

### Personnel et enregistrement
- Enregistrement en public au Théâtre de l'Étoile, ex Folies Wagram, situé au 35, rue de Wagram à Paris donné pour plusieurs représentations à compter du 6 octobre 1958[3]. Cette salle d'une capacité de 1200 places est réputée pour accueillir des spectacles de music-hall et des concerts de jazz. Il s'agit du troisième tour de chant d'Yves Montand dans ce lieu qu'il connaît bien et qu'il affectionne : il s'y est produit précédemment en 1951 et 1954 pour plusieurs dates.
- Avec le personnel de Bob Castella et son orchestre
  - Bob Castella : direction d'orchestre
  - Freddy Balta : accordéon
  - Hubert Rostaing : clarinette
  - Emmanuel Soudieux : contrebasse
  - Roger Paraboschi : batterie
  - Didi Duprat : guitare
  - Claude Gousset : trombone
- Production et son

### Programme du récital
Pour les amateurs et collectionneurs d'objet, il existe un programme imprimé en noir et blanc sur papier blanc (ekk). Il est illustré de nombreuses photos qui sont devenues plutôt inédites avec le temps. Sur la première de couverture, on retrouve Jacques Canetti présente Yves Montand accompagné par Bob Castella et son orchestre et la liste des musiciens et des instruments. En pied de page, figure également l'organisateur parisien du récital et son adresse.

### Design de couverture
- Photographie des couvertures : Walter Carone
- Photographie de reportage du récital 1958 : Daniel Frasnay
- Graphisme, maquettes et mise en page : François Dentan, Jean-Jacques Thebault

### Indexation détaillée des 25 titres du récital et d'un inédit en LP
• LP "Récital 58 - N°1"
| Année de sortie | Titres indexés Face "A" / Face "B"                | Durée de la piste | Auteur(s) ("P" : Paroles) ("M" : Musique) | Arrangeur    | Éléments complémentaires Références discographiques                                  |
| --------------- | ------------------------------------------------- | ----------------- | ----------------------------------------- | ------------ | ------------------------------------------------------------------------------------ |
| 1959 LP N°1     | A1. Les Amis (en public)                          | 3.04              | (P) Francis Lemarque (M) Bob Castella     | Bob Castella | LP 33 Disques Philips Philips – 77.321 L Accompagné par Bob Castella & son orchestre |
| 1959 LP N°1     | A2. Les Petits Riens (en public)                  | 3.02              | (P) Francis Lemarque (M) Bob Castella     | Bob Castella | (Philips – 77.321 L) Accompagné par Hubert Rostaing & son orchestre                  |
| 1959 LP N°1     | A3. La Fête à Loulou (en public)                  | 2.28              | (P) René Rouzaud (M) Bob Castella         | Bob Castella | (Philips – 77.321 L) Accompagné par Bob Castella & son orchestre                     |
| 1959 LP N°1     | A4. Soleil d'Acier (en public)                    | 4.04              | (P) Francis Lemarque (M) Bob Castella     | Bob Castella | (Philips – 77.321 L) Accompagné par Bob Castella & son orchestre                     |
| 1959 LP N°1     | A5. Le Chat de la Voisine (en public)             | 2.48              | (P) Philippe-Gérard (M) René Lagary       | Bob Castella | (Philips – 77.321 L) Accompagné par Bob Castella & son orchestre                     |
| 1959 LP N°1     | A6. Sir Godfrey (en public)                       | 5.01              | (P) Georges Liferman (M) Jacques Mareuil  | Bob Castella | (Philips – 77.321 L) Accompagné par Bob Castella & son orchestre                     |
| 1959 LP N°1     | B1. Le Carosse (en public)                        | 4.31              | (P) Henri Contet (M) Mireille             | Bob Castella | (Philips – 77.321 L) Accompagné par Bob Castella & son orchestre                     |
| 1959 LP N°1     | B2. Luna Park (en public)                         | 2.12              | (P) Jean Guigo (M) Loulou Gasté           | Bob Castella | (Philips – 77.321 L) Accompagné par Bob Castella & son orchestre                     |
| 1959 LP N°1     | B3. Sanguine (en public)                          | 2.57              | (P) Jacques Prévert (M) Henri Crolla      | Bob Castella | (Philips – 77.321 L) Accompagné par Bob Castella & son orchestre                     |
| 1959 LP N°1     | B4. 14 juillet, Rendez-vous de Paname (en public) | 2.40              | (P) Francis Lemarque (M) Francis Lemarque | Bob Castella | (Philips – 77.321 L) Accompagné par Bob Castella & son orchestre                     |
| 1959 LP N°1     | B5. Voir (en public)                              | 2.51              | (P) Jacques Brel (M) Jacques Brel         | Bob Castella | (Philips – 77.321 L) Accompagné par Bob Castella & son orchestre                     |
| 1959 LP N°1     | B6. Un Garçon Dansait (en public)                 | 6.56              | (P) Georges Liferman (M) Jacques Mareuil  | Bob Castella | (Philips – 77.321 L) Accompagné par Bob Castella & son orchestre                     |

• LP "Récital 58 - N°2"
| Année de sortie | Titres indexés Face "C" / Face "D"                 | Durée de la piste | Auteur(s) ("P" : Paroles) ("M" : Musique) | Arrangeur    | Éléments complémentaires Références discographiques              |
| --------------- | -------------------------------------------------- | ----------------- | ----------------------------------------- | ------------ | ---------------------------------------------------------------- |
| 1959 LP N°2     | C1. Vivre comme ça (en public)                     | 3.29              | (P) Francis Lemarque (M) Francis Lemarque | Bob Castella | (Philips – 77.322 L) Accompagné par Bob Castella & son orchestre |
| 1959 LP N°2     | C2. L'Assassin du Dimanche (en public)             | 2.30              | (P) Francis Lemarque (M) Francis Lemarque | Bob Castella | (Philips – 77.322 L) Accompagné par Bob Castella & son orchestre |
| 1959 LP N°2     | C3. Mais qu’est-ce que j’ai ? (en public)          | 4.20              | (P) Édith Piaf (M) Henri Betti            | Bob Castella | (Philips – 77.322 L) Accompagné par Bob Castella & son orchestre |
| 1959 LP N°2     | C4. La Marie-Vison (en public)                     | 2.20              | (P) Marc Heyral (M) Roger Varnay          | Bob Castella | (Philips – 77.322 L) Accompagné par Bob Castella & son orchestre |
| 1959 LP N°2     | C5. Simple comme Bonjour (en public)               | 3.02              | (P) Jacques Prévert (M) Henri Crolla      | Bob Castella | (Philips – 77.322 L) Accompagné par Bob Castella & son orchestre |
| 1959 LP N°2     | C6. Planter Café (en public)                       | 3.30              | (P) Eddy Marnay (M) Emil Stern            | Bob Castella | (Philips – 77.322 L) Accompagné par Bob Castella & son orchestre |
| 1959 LP N°2     | C7. Le Chef d'Orchestre est Amoureux (en public)   | 5.38              | (P) Eddy Marnay (M) Jacques Mareuil       | Bob Castella | (Philips – 77.322 L) Accompagné par Bob Castella & son orchestre |
| 1959 LP N°2     | D1. Battling-Joe (en public)                       | 4.07              | (P) Jean Guigo (M) Loulou Gasté           | Bob Castella | (Philips – 77.322 L) Accompagné par Bob Castella & son orchestre |
| 1959 LP N°2     | D2. À Paris (en public)                            | 3.20              | (P) Francis Lemarque (M) Francis Lemarque | Bob Castella | (Philips – 77.322 L) Accompagné par Bob Castella & son orchestre |
| 1959 LP N°2     | D3. Les Grands Boulevards (en public)              | 2.32              | (P) Jacques Plante (M) Norbert Glanzberg  | Bob Castella | (Philips – 77.322 L) Accompagné par Bob Castella & son orchestre |
| 1959 LP N°2     | D4. Il fait des...Le Fanatique du Jazz (en public) | 5.19              | (P) Édith Piaf (M) Edouard Chekler        | Bob Castella | (Philips – 77.322 L) Accompagné par Bob Castella & son orchestre |
| 1959 LP N°2     | D5. Mon Manège à Moi (en public)                   | 4.54              | (P) Jean Constantin (M) Norbert Glanzberg | Bob Castella | (Philips – 77.322 L) Accompagné par Bob Castella & son orchestre |

• EP "Micro-Récital N°5"
| Année de sortie        | Titres indexés Face "A" / Face "B" | Durée de la piste | Auteur(s) ("P" : Paroles) ("M" : Musique) | Arrangeur    | Éléments complémentaires Références discographiques                                   |
| ---------------------- | ---------------------------------- | ----------------- | ----------------------------------------- | ------------ | ------------------------------------------------------------------------------------- |
| 1959 Micro-Récital N°5 | A1. Les Mirettes (en public)       | ?                 | (P) Marc Heyral (M) Roger Varnay          | Bob Castella | EP 45 Médium Philips / Philips 432.329 BE Accompagné par Bob Castella & son orchestre |

## Historique de publication des titres en petit format (EP 45)
Cette publication en formats EP 45 constitue l'édition intégrale du Récital 1958. Elle comprend notamment le titre Les mirettes paru dans le Micro-Récital N°5, disque plutôt rare et difficile à trouver. Ce titre n'est pas repris dans l'édition au format double LP, certainement par manque d'espace de gravure.
- Micro-Récital N°1 : La fête à Loulou  (titres A3 - A2 - C1 - A1) ∫ Disque EP 45 Philips / Philips 432.329 BE
- Micro-Récital N°2 : Planter café  (titres C6 - B4 - C4 - D5) ∫ Disque EP 45 Philips / Philips 432.330 BE
- Micro-Récital N°3 : Le chat de la voisine  (titres A5 - A4 - B5 - D2) ∫ Disque EP 45 Philips / Philips 432.331 BE
- Micro-Récital N°4 : Le carrosse  (titres B1 - C2 - C5 - C3) ∫ Disque EP 45 Philips / Philips 432.332 BE
- Micro-Récital N°5 : Il fait des... ("Le fanatique du Jazz")  (Les Mirettes, titre inédit en LP + titres D4 - A6) ∫ Disque EP 45 Philips / Philips 432.372 BE
- Micro-Récital N°6 : Le chef d’orchestre est amoureux  (titres C7 - B2 - B3) ∫ Disque EP 45 Philips / Philips 432.373 BE
- Micro-Récital N°7 : Les grands boulevards  (titres D3 - D1 - B6) ∫ Disque EP 45 Philips / Philips 432.374 BE

Extraits single du récital
- 1959 :  A1. "Voir" / B1. "Les mirettes"  ∫ Disque EP 45 2 titres Philips / Philips 372.626 BE.

## Rééditions au format "disque EP / LP" et "compact-disc CD"
- 19?? : Récital 58 n°1 ∫ Disque LP 33 Philips / Philips 840 501 BY.
- 19?? : Récital 58 n°2 ∫ Disque LP 33 Philips / Philips 840 502 BY.

Rééditions et versions "export" EP et LP
Il existe une publication en formats EP 45 constitue l'édition intégrale italienne du Récital 1958. Les références discographiques sont identiques, seules les deux qui suivent la numérotation sont différentes : soit PE au lieu de BE. Le graphisme des pochettes, signé Barbieri & C. - Milano est différent des éditions françaises.
- 1959 : Succès du récital 1958 au Théâtre de l'Étoile" (Partiel)  ∫ Disque LP 33 Odéon / Odéon OSX 142.
- 1959 : Récital 58 (Partiel) ∫ Disque LP 33 Columbia / Columbia FL-235 (Canada).
- 1959 : One Man Show (Partiel) ∫ Disque LP 33 Columbia / Columbia WL-150 (Coll. "Adventures in sound"). Avec des copies promotionnelles[8].
- 1959 : One Man Show (Partiel)  ∫ Disque LP 33 Columbia / Columbia WS-312.

Rééditions en version CD et CD remasterisé
- 2011 : The french star of the music-hall Yves Montand on Stage (Récital 1958 + 16 Hits) ∫ Double-Cd non remasterisé et [MP3] Daxa Production[9]. Cette compilation reprend le disque n°1 du récital (CD n°1) et sept titres de l'album studio de 1959 Dansez avec Yves Montand partiellement inclus dans le CD n°2).
- 2011 : Récital 1958 au Théâtre de L'Étoile  (incomplet, titres C2, B5 et D5 manquants)[10] ∫  1 CD non remasterisé TSK Music.